# أندريه جيرارد
أندريه جيرارد (3 يوليو 1911) (بالفرنسية: André Gérard)‏ لاعب ومدرب كرة قدم فرنسي معتزل كان يجيد اللعب في مركز حارس مرمى .
قام بتدريب أندية بوردو ، نانسي ، طولون ، منتخب تونس ، فرنسا ، وروين.

## وصلات خارجية
- أندريه جيرارد على موقع قاعدة بيانات كرة القدم.إي يو (الإنجليزية)
- أندريه جيرارد على موقع عالم كرة القدم.نت (الإنجليزية)